# Fundação (instituição)
Uma fundação é uma organização sem fins lucrativos que tem como objetivo gerir uma massa patrimonial cedida pelos fundadores para a satisfação de certas finalidades de interesse social. As fundações são instituições não lucrativas dedicadas à beneficência, à ciência, ao ensino ou a outros fins de interesse público. O reconhecimento das fundações constitui um ato individual e discricionário da autoridade pública e encontra-se sujeito à verificação cumulativa de um conjunto de requisitos.
Uma fundação é considerada um fundo autônomo, que tem, por finalidade, uma ação definida em seus estatutos por seu instituidor ou instituidores, definido por contrato de fidúcia. É diferente do chamado cooperativismo pois é impessoal, no sentido de sua operacionalização, podendo inclusive mudar a operacionalização e/ou ampliá-la, de conformidade, sempre com a lei. De forma geral, é uma instituição caracterizada como pessoa jurídica composta pela organização de um patrimônio mas que não tem [carece de fontes?]. É uma entidade de direito privado, constituída por ata de dotação patrimonial inter vivos ou causa mortis para determinada finalidade econômica não distributiva, ou seja, pela lei toda renda deve ser e estar re-investida no chamado " operation found " do inglês, segundo novo entendimento internacional que reporta ao usual através dos tempos, sendo dessa feita devida, fiscalizada pelo Ministério Público (Poder Judiciário do País).
Portanto, é uma pessoa jurídica composta por um patrimônio juridicamente indissolúvel e personalizado, destacado pelo seu instituidor ou instituidores públicos ou privados, para uma ou mais finalidades específicas, não distributivas, com relação a sua renda, que deve forçosamente ser reincorporada. Não tem proprietário, nem titular, daí seu caráter não distributivo, que a lei estabelece, desde os primórdios tempos [carece de fontes?]. Consiste apenas num patrimônio administrado, segundo a Lei e destinado a um fim econômico, determinado pela própria lei que a autoriza, sendo acompanhada em sua atuação pelo Ministério Público da União, Estados ou Municípios, dependendo da esfera de atuação. Segundo novo entendimento internacional, é dirigido por administradores ou curadores, autorizados e fiscalizados, na conformidade de seus estatutos, esses aprovados pelo Ministério Público a que está juridicamente subordinado.

## Origem histórica provável
Como curiosidade Histórica, abordada no Dicionário-Enciclopédico de Aurélio Buarque de Holanda Ferreira (1952), "... Fundação, como instituição, teve sua origem Histórica na organização administrativa da Ordem Beneditina, em que o chamado Ecônomo e/ou "Comandante-em-Cristo", administrava e guardava o acervo de toda a Ordem Soberana e Militar de Malta, numa congregação de regras próprias (localizava-se numa ilha - fortaleza), porém, tinha o dever de obediência ao Vaticano...".